# Прогулянка торговим центром
Прогулянка торговим центром (англ. Mall walking) ─ це форма вправ, в якій люди гуляють або пробігаються по, зазвичай, довгих коридорах торгових центрів . Багато торгових центрів відкриваються раніше, щоб люди могли пройтись; магазини та інші заклади, як правило, у цей час закриті, хоча доступні торгові автомати . Багато хто вибирає прогулянку в торговому центрі, оскільки клімат у приміщенні більш комфортний, а також через наявний доступ до зручностей, таких як лавки, туалети та фонтани для води . Чисті та рівні поверхні також забезпечують безпечне середовище для ходьби. 
Ходьба в торговельному центрі проводиться індивідуально, групами або як частина організованої програми ходьби в торговому центрі. Прогулянки торгівельними центрами в США особливо популярні серед людей похилого віку. Багато людей, що займаються пішою ходою по торгівельних центрах відмічають, що їм подобається товариство при гулянні групами. 